# Oxicesta
Oxicesta é um gênero de traça pertencente à família Arctiidae.